# Kristdemokrater för en levande kyrka
Kristdemokrater för en levande kyrka (KR) är en nomineringsgrupp i Svenska kyrkan. Det bildades den 8 maj 2004.  Bakgrunden till bildandet var att man inom Kristdemokraterna efter Kyrkovalet 2001 började fundera på varför man som politisk icke-konfessionell organisation deltar i de kyrkliga valen. En utredning startades därför året därpå vilken presenterade sin slutsats till partiets riksting 2003. Där beslutades att man skulle bilda en från partiet helt fristående organisation för kristdemokrater som vill engagera sig i Svenska kyrkan. Gruppen hette tidigare Kristdemokrater i Svenska kyrkan, men bytte den 29 september 2012 namn till Kristdemokrater för en levande kyrka.
Organisationen är indelad i stiftsorganisationer och lokala föreningar. Från och med 2005 års kyrkoval ställer således inte partiet Kristdemokraterna upp i kyrkliga val men låter de personer som vill ställa upp på en kristdemokratisk grund göra det i den fristående föreningen Kristdemokrater för en levande kyrka. Trots att man markerat sin självständighet gentemot det politiska partiet Kristdemokraterna, fick organisationen fram till 2011 ekonomiska bidrag från partiet. Under 2010 uppgick partiets ekonomiska bidrag till nomineringsgruppen till 100 000 kronor.
I kyrkovalet 2009 fick gruppen 45762 röster, 6,99 % och 18 mandat. 2013 var motsvarande siffror 32 416 röster, 4,76 % och 12 mandat. Gruppen har en ledamot i Kyrkostyrelsen. 
Kyrkovalet 2017 fick gruppen 7 ledamöter för kyrkomötet.  
Kyrkovalet 2021 fick gruppen 7 ledamöter för kyrkomötet.  

## Ordförande
- 2004–2006: Jan Erik Ågren
- 2006: Kurt Hedman
- 2006–2012: Bertil Olsson
- 2012–2013: Therese Engdahl
- 2013–2019: Bertil Olsson
- 2019–2022: Susanne Engstad Clarke
- 2023–2024: Torbjörn Aronson

## Kyrkomötet
- 2005: 6,67 %
- 2009: 6,99 %
- 2013: 4,76 %
- 2017: 2,97 %
- 2021: 2,73 %